# Gagá
Cada año, durante la Semana Santa, se celebra una ceremonia religiosa en la isla de La Española, conocida como Gagá en la República Dominicana y Rara en Haití, que tiene orígenes afrocaribeños. Como práctica sincrética, el Gagá combina elementos del catolicismo, la santería, religiones africanas y vudú, y se manifiesta a través de rituales, música y sacrificios.

## Historia
Los orígenes del Gagá son inciertos. En África occidental, los esclavos utilizaban tambores para comunicarse con otros esclavos en plantaciones cercanas. Cuando estos esclavos llegaron a Haití, continuaron utilizando tambores de la misma manera. Otros argumentan que la Rara tiene raíces en rituales indígenas de La Española. 
Durante los siglos XIX y XX, muchos haitianos abandonaron su país debido a dificultades políticas, económicas y la falta de oportunidades. Este fenómeno, conocido como la diáspora haitiana, resultó en la migración de muchos haitianos a la República Dominicana. Muchos de estos inmigrantes trabajaron en la producción de azúcar en las zonas rurales de la República Dominicana, donde nació el Gagá. Los haitianos llevaron consigo elementos de su cultura, incluida la Rara. Con el tiempo, la Rara se fusionó con el carnaval dominicano, creando una mezcla cultural que dio origen al Gagá moderno.

## Rituales y celebraciones

#### Pasos rituales
Primero, es fundamental contar con un maestro o maestra de ceremonia. Estos líderes, conocidos como "rey" o "reina" de la ceremonia (o "houngan" y "mambo" en el contexto haitiano), dirigen los movimientos y marcan el ritmo de la celebración. Tener un rey o una reina es esencial para mantener la energía de la ceremonia y fomentar un sentido de organización.

#### Apertura del Gagá
El Gagá comienza con un acto de invocación en el que los participantes llaman a los espíritus ancestrales o lwa. El ritual puede incluir ofrendas de alimentos, bebidas, velas y otros elementos. Para invocar a los espíritus, se llevan a cabo cánticos, encendido de velas y toques de tambor. El maestro o maestra de la ceremonia (rey o reina) guía esta parte del ritual.

#### Procesión
En las calles o dentro de un lugar designado, los participantes llevan a cabo una procesión utilizando tambores, banderas, cruces y otros símbolos religiosos. Durante esta fase, los pasos de danza y el ritmo de los tambores brindan estructura y cohesión al evento.

#### Presentación de ofrendas
Durante el momento central del ritual, los participantes colocan ofrendas a los espíritus, como frutas, ron, flores y velas. Estas ofrendas pueden simbolizar gratitud hacia los ancestros, protección o ser peticiones de bendiciones.

#### Danza y música
Durante el momento central del ritual, la danza se lleva a cabo con movimientos específicos que conectan a los participantes con los espíritus y el ritmo de los tambores. 
Los instrumentos comunes en el Gagá incluyen el tambú, catalié, fututos de bambú, trompetas, maracas, caracoles y pitos.
La danza en el Gagá se realiza en grupos, generalmente organizados en círculos o filas. Se caracteriza por movimientos enérgicos y sensuales que están estrechamente ligados al ritmo de la música. Los movimientos se centran principalmente en los pies y las caderas, aunque muchos bailarines improvisan para incorporar elementos personales. La conexión entre el individuo y el ritmo es fundamental, lo que fomenta la improvisación en los movimientos.
La música y la danza del Gagá tienen un profundo simbolismo. Las conexiones comunes están relacionadas con los espíritus ancestrales y la naturaleza, especialmente con elementos como el agua y el viento. Los bailarines suelen usar disfraces de colores llamativos para enfatizar estas conexiones.

#### Trances espirituales
Algunos participantes entran en un estado de trance, considerado una manifestación de los espíritus. Durante esta fase, los movimientos y los cánticos pueden volverse más intensos, y la improvisación se utiliza con mayor frecuencia.

#### Cierre ceremonial
Con un canto o una oración final, el ritual llega a su cierre. En este momento, los participantes expresan su gratitud a los espíritus. Los tambores se van silenciando gradualmente, y los asistentes comparten comida y bebida como una forma de fortalecer los lazos comunitarios.

## Significado cultural
El Gagá desempeña un papel esencial en la formación de un sentido de identidad y comunidad, especialmente en áreas rurales que enfrentan mayores dificultades, como la falta de oportunidades económicas y la marginalización.Especialmente en el contexto de las relaciones entre Haití y la República Dominicana, el Gagá ha sido clave para conectar a los dos países, en un contexto donde normalmente existe una gran tensión entre ambos. Además, el Gagá ofrece un espacio para la creatividad, donde los participantes pueden explorar nuevas formas de danza, música y arte. Esta tradición sigue evolucionando.

## Variaciones regionales

#### Influencias haitianas en la región fronteriza
En las provincias cercanas a Haití, como Dajabón y Elías Piña, el Gagá tiene una conexión muy similar a las tradiciones haitianas. La música es lo más destacado, con un mayor énfasis en los ritmos de la Rara haitiana. Además, en los rituales espirituales, se observan más prácticas relacionadas con el vudú haitiano.

#### Mayor integración con elementos dominicanos en la región Este
En provincias como La Romana y San Pedro de Macorís, hay una alta concentración de descendientes de trabajadores haitianos. En estas áreas, el Gagá incorpora elementos dominicanos, como el uso de instrumentos locales y cánticos en español, a pesar de que lo típico es el criollo haitiano.

#### Enfoque en la festividad en las regiones urbanas
En ciudades urbanas como Santiago de los Caballeros y Santo Domingo, el Gagá ha adquirido un carácter más festivo y menos ritual. En estas áreas, se celebra principalmente como un evento cultural y artístico, eliminando los elementos espirituales originales para atraer a un público más amplio.

#### Variaciones en el vestuario y los colores
Los disfraces y adornos utilizados en los rituales del Gagá varían según la región. En las comunidades cercanas a Haití, los trajes suelen ser más sencillos y reflejan la influencia haitiana. En general, los colores utilizados en la ropa son más apagados. Sin embargo, en las zonas urbanas, los colores de los trajes son brillantes, lo cual refleja la importancia artística del Gagá en lugar de su significado espiritual.

#### Diferencias en los instrumentos utilizados.[5]
En las comunidades rurales y cercanas a Haití, los tambores tradicionales hechos a mano son comunes. En las ciudades urbanas y turísticas, se incorporan instrumentos modernos como la guitarra y el sintetizador, adaptando nuevamente el Gagá a formas más comerciales o artísticas

#### Enfoque en la danza improvisada en comunidades rurales
En las comunidades rurales, la danza del Gagá mantiene un estilo espontáneo e improvisado, mientras que en las áreas urbanas se incluyen coreografías estructuradas para las presentaciones.

## Conexión con el vodú haitiano

#### Invocación a los espíritus,lwa
En el Gagá, los rituales típicamente comienzan con invocaciones a los lwa, espíritus del vudú. A estos espíritus, los participantes piden protección, guía o bendiciones. Las invocaciones incluyen cánticos en criollo haitiano, tambores rituales y ofrendas.

#### El papel de los tambores rituales
Los tambores son esenciales para el Gagá y tienen paralelismos con los utilizados en las ceremonias de vudú haitiano. El ritmo de los tambores no solo guía la danza, sino que también se considera un medio para invocar a los espíritus y facilitar los estados de trance.

#### Estados de trance y posesión espiritual
Es común en los rituales del Gagá que algunos participantes entren en estados de trance, lo que refleja la creencia en la posesión por los lwa. En estos trances, las personas pueden realizar movimientos de danza improvisados, que se consideran expresiones de los espíritus que habitan temporalmente los cuerpos de los participantes.

#### Uso de símbolos y rituales del vodú
El Gagá utiliza símbolos religiosos del vudú, como cruces y figuras relacionadas con Papa Legba (el guardián de los caminos), entre otros lwa. Estos símbolos resaltan la intersección entre lo espiritual y lo cultural en el Gagá..

#### Sincretismo con el catolicismo
Al igual que el vudú haitiano, el Gagá combina elementos del catolicismo, como procesiones y el uso de imágenes de santos, pero con creencias africanas. Este sincretismo se manifiesta en la coexistencia de prácticas cristianas y espirituales africanas durante los rituales del Gagá.

#### La figura del líder espiritual
En las ceremonias del Gagá, hay un líder que actúa como guía para el ritual. Su rol es similar al de los houngan (sacerdote) o mambo (sacerdotisa) en el vudú haitiano.

#### Rituales de purificación y protección
Al igual que el vudú, el Gagá incluye rituales destinados a limpiar energías negativas y proteger a los participantes en las ceremonias. Estos rituales suelen realizarse antes o durante las celebraciones y pueden incluir agua bendita, hierbas y tambores sagrados.

## Prácticas hoy en día
Hoy en día, el Gagá sigue siendo más visible durante la Semana Santa, con procesiones públicas, rituales y danzas que combinan elementos festivos y espirituales. Las celebraciones incluyen música en vivo, danzas con trajes vibrantes y coloridos, y atraen tanto a locales como a turistas.
En muchas ocasiones, el Gagá ha sido adaptado para audiencias urbanas con el fin de promover la cultura dominicana, pero las comunidades rurales han continuado protegiendo el significado espiritual y religioso del Gagá. Estas ceremonias son más privadas y mantienen sus conexiones con el vudú y la Rara haitiana. 

## Cultura popular
El Gagá ha influido en varios géneros musicales dominicanos, como la bachata, el merengue y la música urbana. Hoy en día, los artistas han incorporado ritmos y tambores del Gagá en sus canciones para rendir homenaje a sus raíces culturales.
El Gagá también tiene presencia en películas y documentales que destacan su importancia cultural y espiritual. Un ejemplo es Los tambores del este, que documenta la práctica del Gagá en comunidades dominico-haitianas.
En plataformas como Instagram, TikTok y YouTube, el Gagá ha ganado visibilidad a través de videos que muestran procesiones, danzas y música. Contenido como este suele ser creado tanto por comunidades locales como por influencers culturales que buscan promover las tradiciones dominicanas.